# Requeijo (Chandreja de Queija)
Requeijo (llamada oficialmente Santa María Madanela de Requeixo) es una parroquia y un lugar español del municipio de Chandreja de Queija, en la provincia de Orense, Galicia.

## Toponimia
La parroquia también es conocida por los nombres de Santa María Madanela de Requiso y Santa María Magdalena de Requeixo.

## Organización territorial
La parroquia está formada por dos entidades de población:
- Requeixo
- Zamorela

## Demografía

### Parroquia
| Gráfica de evolución demográfica de Requeijo (parroquia) entre 2000 y 2022 |
|                                                                            |
| Datos según el nomenclátor publicado por el INE.                           |

### Lugar
| Gráfica de evolución demográfica de Requeixo (lugar) entre 2000 y 2022 |
|                                                                        |
| Datos según el nomenclátor publicado por el INE.                       |